# 음성 보현암 석조관음보살의좌상
음성 보현암 석조관음보살의좌상(陰城 普賢庵 石造觀音菩薩椅坐像)은 충청북도 음성군 금왕읍
, 보현암에 있는 삼국시대의 석불이다. 2007년 11월 23일 충청북도의 유형문화재 제285호로 지정되었다.

## 개요
석조관음보살의상이 봉안되어 있는 곳은 일명 탑골 사지라는 옛절터에 세워진 보현암이다. 탑골 사지라 부르는 곳 (현) 보현암에 전래되어 온 불상이다.
보현암 석조관음보살의상은 l매의 화강석을 다듬어 주형형태로 만들고 불상과 광배를 정교하게 조각되어 있는 불상으로, 대략 등신대로 보이며, 현존 상태가 양호한 편이다. 불상의 조성시기는 대략 고려말에서 조선 초기로 추정하고 있다.
불상의 얼굴은 장방형에 가까우며, 머리에는 삼산형 보관을 쓰고 있으며, 보관 밑으로 소발의 형태인 머리가 나와 있다. 눈은 음각선으로 표현하여 감은 듯하다. 목에는 삼도의 흔적이 있고 법의는 우견편단이며 옷주름을 5겹의 양각선으로 나타내고 있다. 수인은 오른손은 외장을 하고 왼손은 복부에 대고 약함을 들고 있다. 광배는 두광과 신광으로 5 cm 두께의 양각선대로 돌렸다.
이 불상은 1매의 화강석으로 불상과 광배를 양각으로 조각하였으며 의자에 앉은 듯한 모습이며, 불상의 특이한 양식의 보이고 있다.
불상과 광배가 1매로 조성되어 관음보살상으로서 머리에 삼산형의 관모를 쓰고 있는 특이한 양식으로 불상 및 불교조각사 연구에 소중한 불교문화유산이다.

## 참고 자료
- 음성 보현암 석조관음보살의좌상 - 국가유산청 국가유산포털